# Rebecca Black
Rebecca Renee Black (Irvine, 21 juni 1997) is een Amerikaanse popzangeres die uitgebreide media-aandacht heeft gekregen in 2011 met haar hit 'Friday', geschreven en geproduceerd door Clarence Jay en Patrice Wilson van ARK Music Factory. Nadat de video bekend werd op YouTube en andere socialemediasites, werd 'Friday' door vele muziekcritici en kijkers 'het slechtste liedje ooit' genoemd. De video kreeg 167 miljoen kijkers binnen, waardoor Rebecca Black viral ging en internationale aandacht ontving, voordat de video verwijderd werd van de site op 16 juni. Drie maanden later heeft Black de video opnieuw op haar eigen kanaal geüpload. Na haar explosieve debuut bracht Black covers, enkele singles en een ep uit. Sinds 2020 houdt de artieste vooral het genre hyperpop aan, zoals blijkt uit de officiële remix van 'Friday' uit 2021 voor het tienjarig jubileum en haar tweede ep Rebecca Black Was Here.

## Biografie
Rebecca Black werd geboren op 21 juni 1997, in Irvine. Ze is de dochter van de Amerikaanse John Jeffery Black en Mexicaanse Georgina Marquez Kelly, beiden dierenarts, en is van Spaanse, Italiaanse, Poolse, en Engelse afkomst. Black heeft een broertje genaamd Chase. Ze was een 'honor student', en heeft dans gestudeerd, auditie gedaan voor shows op school, is op muziek zomerkamp geweest, en begon voor publiek te zingen in 2008 na lid te worden van de patriottische groep 'Celebration USA'.

### 'Friday' en andere eerste singles (2011–2012)
Black kreeg grote media-aandacht om haar single 'Friday', waarvan de videoclip een internetsensatie werd. Het nummer werd geschreven door Clarence Jey en Patrice Wilson en geproduceerd en uitgegeven door ARK Music Factory. Black kwam via een klasgenote in contact met ARK Music Factory, dat jonge zangers de kans gaf om een geselecteerd nummer op te nemen. Black koos na betaling van 4000 dollar voor een pakket waarbij ze de keuze had uit twee nummers. Ze koos 'Friday', dat over samen zijn met vrienden gaat.
Het nummer werd begeleid door een videoclip op YouTube en werd al snel een hype via sociale media als Twitter en Facebook. Binnen een week steeg het aantal keer dat de clip bekeken werd van 3.000 naar 18 miljoen keer. Het nummer werd uitgegeven via iTunes en kwam op 19 maart op nummer 19 binnen in de Amerikaanse iTunes hitlijst. Het liedje en de videoclip ontvingen grootschalige negatieve aandacht en kritieken. Enkele bekende namen uit de muziekindustrie zoals Chris Brown, Miley Cyrus, Simon Cowell en Lady Gaga lieten zich positief uit over de single 'Friday' en Black.
Het lied verschafte Black in 2011 een rol in de videoclip voor de single 'Last Friday Night (T.G.I.F.)' van Katy Perry. Hierin speelde ze zichzelf als de gastvrouw van een feest verderop bij het huis van Perry's alter ego in de clip, Kathy Beth Terry. Ze is regelmatig genoemd op de fictieve Facebook- en twitterpagina van Terry en ook in een interview met DigitalSpy.
Black kwam later dat jaar uit met haar tweede single, 'My Moment', waarin Black zich uitsprak tegen de haat die zij kreeg door haar debuutsingle. Een derde single, 'Person of Interest', verscheen eind 2011, gevolgd door de twee singles 'Sing It' en 'In Your Words' in 2012. Black kondigde in 2011 al een debuutalbum aan, dat eind dat jaar uit zou komen, maar dat is niet verschenen.

### YouTube en covers (2013–2015)
In 2013 was Black vooral bezig met video's maken op YouTube. Ze publiceerde zowel vlogs als covers van onder andere 'We Can't Stop' en 'Wrecking Ball' van Miley Cyrus. Op 7 december 2013 bracht ze samen met Dave Days een vervolg op 'Friday' uit, genaamd 'Saturday', dat na een dag al 3 miljoen views kreeg op Youtube. Op de techconferentie VidCon in 2015 hintte Black opnieuw naar een debuutalbum, dat wederom niet is verschenen.

### Eigen singles (2016–2020)
In augustus 2016 bracht Black haar comeback-single 'The Great Divide' uit. Deze werd opgevolgd door 'Foolish' en 'Heart Full of Scars'. Alle drie de singles verschenen vervolgens op de in 2017 verschenen ep RE / BL. In 2018 was Black te zien in het tweede seizoen van de talentenjacht 'The Four: Battle for Stardom', maar werd geëlimineerd in de tweede ronde. In 2019 en 2020 zette ze haar carrière voort met de release van de singles 'Anyway', 'Do You?', 'Sweetheart', 'Self Sabotage' en 'Closer'.

### Rebecca Black Was Here(2020–heden)
In 2020 was Black te horen in samenwerking met hyperpop-artiest Dorian Electra op het lied 'Edgelord'. Al voor hun samenwerking, zo geeft ze aan, was Black geïnteresseerd in het genre hyperpop. Hoewel de single 'Girlfriend' uit 2021 van een meer mainstream popgeluid is, zette de artieste haar interesse voor hyperpop vervolgens voort met een officiële remix van 'Friday' in dat genre voor het tienjarig jubileum van haar debuutsingle. De remix was een tweede samenwerking tussen Black en Dorian Electra evenals de eerste met 30H!3 en Big Freedia. De singles 'Girlfriend', 'Personal' en 'Worth It for the Feeling' verschenen aansluitend op Blacks tweede ep, Rebecca Black Was Here, ook uit 2021. Verder verschenen later dat jaar twee samenwerkingen van Black met andere artiesten: 'yoga' met bbno$ en 'Read My Mind' met Slayyyter.

## Persoonlijk
In april 2020 kwam Black uit de kast als queer in de podcast 'Dating Straight podcast'. Ze geeft aan het label 'queer' fijn te vinden, omdat ze 'niet weet wat de toekomst bevat. Op sommige dagen voelt [ze] zich meer gay dan op andere'. Haar single 'Girlfriend' markeerde de eerste keer dat ze openlijk over haar seksualiteit in haar werk sprak, wat ze als zeer bevrijdend ervaarde.

## Discografie

### Ep's
- RE / BL (2017)
- Rebecca Black Was Here (2021)

### Singles
| Titel                       | Jaar                             | Samenwerkingsartiest                     | Album/ep               | Opmerking                                           |
| --------------------------- | -------------------------------- | ---------------------------------------- | ---------------------- | --------------------------------------------------- |
| 'Friday'                    | 2011                             | n.v.t.                                   | n.v.t.                 |                                                     |
| 'My Moment'                 | 2011                             | n.v.t.                                   | n.v.t.                 |                                                     |
| 'Person of Interest'        | 2011                             | n.v.t.                                   | n.v.t.                 |                                                     |
| 'Sing It'                   | 2012                             | n.v.t.                                   | n.v.t.                 |                                                     |
| 'In Your Words'             | 2012                             | n.v.t.                                   | n.v.t.                 |                                                     |
| 'Saturday'                  | 2013                             | met Dave Days                            | n.v.t.                 |                                                     |
| 'We Can't Stop'             | 2013                             | met Jon D.                               | n.v.t.                 | Cover van Miley Cyrus                               |
| 'Wrecking Ball'             | 2013                             | n.v.t.                                   | n.v.t.                 | Cover van Miley Cyrus                               |
| 'The Great Divide'          | 2016                             | n.v.t.                                   | RE / BL                |                                                     |
| 'Scars to Your Beatitiful'  | 2016                             | met Kurt Hugo Schneider                  | n.v.t.                 | Cover van Alessia Cara                              |
| 'Baby It's Cold Outside'    | 2016                             | met Max Ehrich                           | n.v.t.                 | Cover                                               |
| 'Chained to the Rythm'      | 2017                             | met Alex Goot en Kurt Hugo Schneider     | n.v.t.                 | Cover van Katy Perry                                |
| 'If We Were a Song'         | 2017                             | met Kurt Hugo Schneider                  | n.v.t.                 |                                                     |
| 'Foolish'                   | 2017                             | n.v.t.                                   | RE / BL                |                                                     |
| 'Heart Full of Scars'       | 2017                             | n.v.t.                                   | RE / BL                |                                                     |
| 'Scream'                    | 2017                             | met Sondrey                              | n.v.t.                 |                                                     |
| 'The Middle'                | 2018                             | met Alex Goot en Kurt Hugo Schneider     | n.v.t.                 | Cover van Zedd, Maren Morris en Grey                |
| 'Satellite'                 | 2018                             | n.v.t.                                   | RE / BL                |                                                     |
| 'Anyway'                    |                                  | n.v.t.                                   | n.v.t.                 |                                                     |
| 'Do You?'                   |                                  | n.v.t.                                   | n.v.t.                 |                                                     |
| 'Take A Chance'             | Btwn Us met Rebecca Black        |                                          | n.v.t.                 |                                                     |
| 'Sweetheart'                | n.v.t.                           |                                          | n.v.t.                 |                                                     |
| 'Self Sabotage'             | n.v.t.                           | 2020                                     | n.v.t.                 |                                                     |
| 'Closer'                    | n.v.t.                           | 2020                                     | n.v.t.                 |                                                     |
| 'Edgelord'                  | Dorian Electra met Rebecca Black | 2020                                     | My Agenda              |                                                     |
| 'Ven Dimelo (Love is Love)' | met Dani Ride                    | 2020                                     | n.v.t.                 |                                                     |
| 'Girlfriend'                | 2021                             | n.v.t.                                   | Rebecca Black Was Here |                                                     |
| 'Friday (Remix)'            | 2021                             | met Dorian Electra, 3OH!3 en Big Freedia | n.v.t.                 | Voor het tienjarig jubileum van de originele single |
| 'Personal'                  | 2021                             | n.v.t.                                   | Rebecca Black Was Here |                                                     |
| 'Worth It for the Feeling'  | 2021                             | n.v.t.                                   | Rebecca Black Was Here |                                                     |
| 'yoga'                      | 2021                             | bbno$ met Rebecca Black                  | eat ya veggies         |                                                     |
| 'Read My Mind'              | 2021                             | met Slayyyter                            | n.v.t.                 |                                                     |

## Prijzen en nominaties
In april 2011 nomineerde de MTV O Music Awards 'Which Seat Can I Take?' van Rebecca Black voor de categorie 'favoriete geanimeerde GIF'. De afbeelding bevatte beelden van Rebecca Black met 50 Cent en Bert.
| Jaar | Genomineerd werk         | Gebeurtenis              | Award                  | Resultaat   |
| ---- | ------------------------ | ------------------------ | ---------------------- | ----------- |
| 2011 | "Which Seat Can I Take?" | MTV O Music Awards       | Favorite Animated GIF  | Genomineerd |
| 2011 | Haarzelf                 | Teen Choice Awards       | Choice Web star        | Gewonnen    |
| 2012 | Haarzelf                 | Hollywood Teen TV Awards | Favorite Breakout Star | Genomineerd |